# Laubert
Laubert es una comuna francesa situada en el departamento de Lozère, en la región de Occitania.

## Demografía
| 160 | 129 | 120 | 124 | 128 | 134 | 99 |
| Para los censos de 1962 a 1999 la población legal corresponde a la población sin duplicidades (Fuente: INSEE [Consultar]) |     |     |     |     |     |    |